# A Static Lullaby
A Static Lullaby foi uma banda estadunidense de post-hardcore formada em 2001 em Chino Hills, Califórnia.

## História
A Static Lullaby é uma banda norte-americana que começou sua carreira em 2001, em Chino Hills - California e tem como seus integrantes Joe Brown (vocal), Dan Arnold (guitarra), Tyler Mahurin (bateria) e Dane Poppin (baixo).A música do grupo é baseada em distorções e gritos vocais, com música melódica.
A banda começou em um grupo, na escola, e teve seu primeiro show duas semanas depois da sua formação. A partir daí a banda continuou a ser construída ao longo do circuito local. Em setembro do mesmo ano, a banda grava sua primeira música chamada "Withered". Produziram um CD Demo, quando lançaram sua EP, "Withered", com essa e mais duas outras músicas, "A Sip of Wine Chased With Cyanide" e "A Song for a Broken Heart", vendendo certa de 6.000 cópias. Em 2002 a banda assina um acordo com a Ferret Records, aonde trabalharam na produção e criação do álbum "And Don't Forget to Breathe" . Após isso passaram 18 meses fazendo tours para a divulgação do CD. Ao final do tour, a banda assina um acordo com a Columbia Records e divulga, em 2005, outro álbum chamado "Faso Latido". No mesmo ano, dois integrantes da banda se afastaram do grupo (Phil Pirrone and Nathan Lindeman), seguindo juntos em uma nova banda "Casket Salesmen". Em 2006 a banda muda novamente de gravadora, fazendo parte da Fearless Record e contratam John Martinez and Dane Poppin. Com isso, produziram seu terceiro álbum, "A Static Lullaby", diferente dos outros, com mais agressividade, tornando o CD um dos grandes sucessos da banda. Em 2007, acharam seu permanente baterista, Tyler Mahurin. A banda, em novembro de 2008, lançou seu mais novo álbum, feito pelo produtor Steve Evetts, "Rattlesnake!" e fizeram um cover da música "Toxic" de Britney Spears.

## Integrantes

### Formação atual
- Joe Brown – vocal
- Dan Arnold – guitarra e vocal
- Dane Poppin – baixo e vocal de apoio
- Tyler Mahurin – bateria

### Formação inicial
- Joe Brown – vocal
- Dan Arnold – guitarra e vocal
- John Death – guitarra
- Dane Poppin – baixo
- Jarrod Alexander – bateria

## Discografia
- ...And Don't Forget To Breathe (2003)
- Faso Latido (2005)
- A Static Lullaby (2006)
- Rattlesnakes! (2008)

## Videografia
- 2003: "Lipgloss and Letdown"[1]
- 2003: "The Shooting Star That Destroyed Us"
- 2005: "Stand Up"
- 2007: "Hang 'Em High"[2] (Directed by Nicholas Peterson)
- 2008: "The Art of Sharing Lovers"[3]
- 2009: "Toxic" (Britney Spears cover)[4]